# 春慶
春慶（？—1900年），字覲元、杏園，瑚錫哈哩氏，荊州駐防正紅旗滿洲人，晚清政治人物。
光緒五年（1879年）己卯科繙譯舉人，六年（1880年）庚辰科繙譯進士，加三品奏事官銜，累官戶部郎中。二十六年（1900年），義和團起事，八國聯軍入都，帝后西逃，春慶徒步隨扈出都，兵民滿路，難以前行，被洋兵所殺。
侄迎陞，光緒十八年壬辰科繙譯進士。